# Kwarcowy alkaliczno-skaleniowy trachit
Kwarcowy alkaliczno-skaleniowy trachit (kwarcowy alkaliczno-skaleniowy trachyt) – skała magmowa wulkaniczna (wylewna), leżąca w grupie skał przesyconych krzemionką, w klasie sjenitu i trachitu. Odpowiednik kwarcowego alkaliczno-skaleniowego syenitu. Na diagramie klasyfikacyjnym QAPF kwarcowy alkaliczno-skaleniowy trachit zajmuje pole 6*.
W skład alkaliczno-skaleniowego trachitu wchodzą minerały jasne: głównie skalenie alkaliczne (ortoklaz, mikroklin, albit), kwarc (w ilości 5–20%), plagioklazy występują w ilości do 10%, nieliczne są minerały ciemne, takie jak: biotyt i hornblenda. Minerały akcesoryczne, to: apatyt, cyrkon, ilmenit, rutyl, tytanit, ksenotym.
Barwa tej skały jest zmienna i zależna od domieszek mineralnych, może być: jasnoszara, szara, różowa, żółta, czerwona.
Struktura wyraźnie porfirowa z prakryształami skaleni alkalicznych tkwiącymi w cieście skalnym.